# 捆綁式付款
捆綁式付款（英語：Bundled payment）"是針對所定義的護理事件產生的費用，給予醫療衛生提供者（例如醫院和醫生）的補償。" 這種支付方式算是介於按服務收費（根據醫療服務提供者的各項服務，逐項付費）和論人計酬付費（向患者的服務提供者作固定"總價"支付，不論提供多少服務）兩者之間的"中間地帶"，這種支付方式的概念是付款者和提供者應共同承擔風險。在美國進行的醫療衛生改革辯論中，捆綁式付款的方式被提出，目的在降低醫療衛生成本，這情況在維基百科中歐巴馬執政期間提出的醫療改革方案和患者保護與平價醫療法案兩篇文章中均有描述。商業保險公司對捆綁式付款也表達興趣，希望藉此降低成本。根據一份在2012年的報告，美國醫療衛生費用的報銷裡面，接近有三分之一會使用到某種程度的捆綁式付款方法。

## 不同的英文名稱
捆綁式付款的英文名稱也可寫作：episode-based payment, episode payment, episode-of-care payment, case rate, evidence-based case rate, global bundled payment, global payment, package pricing, 或者 packaged pricing.

## 歷史
在1980年代中期，人們認為根據聯邦醫療保險（Medicare）的診斷相關組（醫院病情分類）所設計的預期付款系統，可能會導致醫院為省錢，而提前把患者送往出院後的護理單位（例如如療養院）。因此有建議Medicare用捆綁的方式把費用共同支付給醫院和出院後護理機構； 雖然這個構想的分析良好，到2009年時仍未實施。

### 1980到1990年代
捆綁式付款始於1984年，在德克薩斯心臟醫學中心創始人Denton Cooley的指導之下，開始對醫院本身和醫師在心血管外科的服務收取固定費用。來自院內的文章發表者聲稱，這種收費方法不但能降低成本，同時"也維持良好品質的護理"（1985年，這所醫院進行的心臟繞道手術的固定費用為13,800美元，而Medicare的平均報銷金額為24,588美元）。
1987年和1989年之間，另有一種捆綁式付款的早期案例，涉及一位骨外科醫生，一間教學醫院（McLaren Greater Lansinghospital，之前名稱為Ingham Regional Medical Center），以及一所健康維護組織（HMO），三者都在密西根州。HMO 把111名患者轉介給這位骨外科醫生，讓他進行手術；醫生對每位患者免費做評估。醫生和醫院對所做的每次關節鏡手術均收取事先談定的費用，並提供為期兩年的保固，承諾會負擔手術後的任何費用，HMO不用負擔（結果是做了四次免費的重做手術）。在這種安排下，"各方都在經濟上受益"：HMO支付193,000美元，而非預計的318,538美元；醫院收到96,500美元，而非預計的84,892美元；並且外科醫生和他的同事得到96,500美元，而非預計的51,877美元。
1991年，在全美有四所醫院啟動一項"Medicare參與心臟繞道手術中心示範"的活動。1993年，又有三所醫院加入，這項活動在1996年結束。在示範中，Medicare向醫院和醫師支付的是通用型手術住院費用（包括任何相關的重新住院費用）。對於這項活動所發表的評估如下：
- 在1997年做的的分析，估計在1991年到1993年間，最早加入活動的四家醫院，為Medicare受益人所做的心臟繞道手術的總支出是1.108億美元，但報銷方式的變化，為Medicare節省1,531萬美元，為Medicare受益人以及提供補充保險的私人保險公司節省184萬美元，總共節省1,720萬美元（15.5％）。[1]在節省的總數裡面，85％-93％是住院費用，另外6％-11％是院後的護理；而且"品質並沒有降低"。[1]
- 1998年向聯邦醫療保險和聯邦醫療補助服務中心（英语：Centers for Medicare & Medicaid Services）（CMS）的前身醫療衛生籌資管理局（Health Care Financing Administration）提出的一份報告指出，在這項示範項目執行的的五年中，總共七家醫院為Medicare受益人的心臟繞道手術支出為4.38億美元，但報銷方式的變化為Medicare節省4,230萬美元，為Medicare受益人以及補充保險公司節省790萬美元，總共節省5,030萬美元（11.5％）。[16]此外，在控制患者危險因素方面，示範醫院在這段期間的住院死亡率有所下降。[16]這個項目的缺點有在收費和催討方面碰到困難。[16]
- 在2001年有篇論文，對檢查最早參加的四家醫院中的三家，就它們擁有的"細部成本"數據作檢驗，確定"成本降低，主要來自加護病房護理、常規護理、藥品、和導管室。" [17]

### 2000年代
到2001年，當時被稱為"case rates for episodes of illness"的捆綁式付款，被認為是"混合式付款法"（由追溯性和預期性付款兩者的結合）的一種類型，同時還包括"論人計酬支付加上按服務收費"和"按服務收費專項預算，或者是專科醫生的論人計酬支付的專項預算。"在隨後的幾年中，有其他混合付款方式被提出，例如"綜合護理付款（comprehensive care payment）"、"綜合護理綜合付款（comprehensive payment for comprehensive care）"，、和"全面慢性病護理（complete chronic care）"，除了用於支付治療疾病的費用之外，還包括支付維持人們健康的費用。
在2003年，由醫學博士Deirdre Baggot 主持，在丹佛的聖約瑟夫醫院舉行急性病症護理（ACE）示範項目。ACE是根據{《2008年Medicare改善患者和醫療機構法案》辦理，把Medicare的A部分和B部分相關的護理作捆綁式支付。
在2006年至2007年間，一所醫療衛生提供者Geisinger醫療系統在心臟繞道手術上，測試一個稱為"ProvenCare"的模式，其中包括最佳實踐，患者參與，以及"把手術前、住院、和手術後90天內再入院治療等費用…………集中為一個固定的價格。" 這個計劃在2007年中期受到各方關注，其中包括有刊載在《紐約時報》 和《新英格蘭醫學雜誌》 的報導。在2007年末發布的一項評估顯示，在2005年，接受" ProvenCare"治療的117例患者與接受傳統方式治療的137例患者相比，總住院時間明顯縮短（住院費用節省5％），出院回家的機會更高，再入院率更低。
美國最大專注在健康的慈善事業羅伯特·伍德·約翰遜基金會從2007年開始，撥款給捆綁式項目-簡稱為PROMETHEUS計劃（全名Provider payment Reform for Outcomes, Margins, Evidence, Transparency, Hassle-reduction, Excellence, Understandability and Sustainability，第一個英文字母的縮寫）。，這個項目在聯邦基金會的支持下，針對各種病症制定"包含證據的病例比率"，並根據患者疾病的嚴重程度和複雜程度作調整。"包含證據的病例比率"被用來制定護理預算。如果醫療衛生提供者的實際季度支出低於預算，則會獲得額外獎金；如果實際季度支出超出預算，付款將被部分扣減。這個項目在三個試點進行測試，在2011年結束。這個項目的結果是以失敗收場。
在2008年中期，Medicare付款諮詢委員會沿著"捆綁式付款的路徑"提出幾項建議。其中一項是建議美國衛生和公共服務部（HHS）部長研究像是"虛擬捆綁"的方法（提供者仍然根據個別服務收費，但也根據實際支出水準而受到獎勵或者懲罰）。此外，有個建立試點計劃的提議，"以測試針對住院相關的特定服務，實施實際捆綁式付款的可行性。" 
就在付款諮詢委員會報告發布之前，CMS宣布一項"Medicare急性病症護理示範"項目，用於某些心血管疾病和骨外科手術費的捆綁式付款。這項付款僅包括醫院和醫師費用，不包括出院後護理；到2009年，這個項目選擇科羅拉多州、新墨西哥州、奧克拉荷馬州、和德克薩斯州五地辦理。執行這個項目，醫院為選定的療程提供 1％到6％的Medicare折扣，而Medicare的受益人將獲得250至1,157美元的參與治療獎勵。
美國參議院財政委員會主席馬克斯·博卡斯（民主黨籍）在2008年11月發布的白皮書中，把 Medicare的捆綁式付款作為主打特點。白皮書建議把Medicare急性病症護理示範項目"擴展到其他地點"，"如果某些其他的臨床狀況條件符合的話，也把措施用在這些情況之上"和"出院後的服務也包括在內"。
截至2008年，Geisinger醫療系統的ProvenCare計劃"引起Medicare官員和其他業界頂尖公司的興趣"，並且已經擴展到，或這正擴展到髖關節置換術、白內障手術、[[經皮冠狀動脈介入治療|氣球擴張術}}、減肥手術、下背痛手術、和妊娠護理。2009年，當新聞媒體報導稱Geisinger醫療系統 的模式就是歐巴馬總統提出的醫療改革的模式，以及歐巴馬本人在兩次演講中提到這個機構時，人們對Geisinger醫療系統就越感到興趣。
2009年7月，麻薩諸塞州醫療衛生支付系統特別委員會對基於疾病發作醫療的支付（即捆綁式支付）和"通用支付"兩者定義作區分，通用支付是 "對患者在治療期間所支付的固定的金額……這種方式會讓提供者（在患者發作和治療方面）都面臨財務上的風險。" 委員會建議麻薩諸塞州對於通用支付"應進行調整，以獎勵醫療機構提供容易獲得以及優質的醫療服務"（不是捆綁式付款）。當初選擇通用支付的原因，是它可減少患者在麻州使用護理的次數，還有麻州以往曾使用過這種方法的緣故。

### 患者保護與平價醫療法案通過之後
在2010年，《患者保護與平價醫療法案（PPACA）》以及《眾議院平價醫療法案》 中都包含有捆綁式付款的規定。PPACA從2013年開始設立Medicare保險試點計劃，並預備從2016年起進行擴展，與當初歐巴馬的提議一致。而眾議院的法案要求設立"一項改革 Medicare急性病症出院後服務在內的計劃，包括捆綁式支付。" 有450個醫療組織參加由CMS舉辦的"改善護理捆綁式支付計劃（Bundled Payments for Care Improvement）"（BPCI）。這項計劃試用捆綁式付款，作為提高品質和降低成本的方法。CMS在2016年6月宣布，這項計劃會再延長兩年。
2015年7月，CMS宣布一項提議，要求強制實行包含出院後90天費用的捆綁支付模式，作為Medicare受益人接受關節置換手術（稱為“關節置換全面護理計劃”）新的計劃。這項計劃源自2011年啟動的“捆綁式付款照護服務改善計劃”以及在“Medicare急性病症護理示範項目”的研究。這項計劃將把成本效率、患者治療結果、以及提供者之間的協調都提高。捆綁式付款會把不必要的測試和治療的需求消除。2016年7月，CMS宣布三個新的捆綁式付款，稱為疾病發作治療支付模型（episode payment models，EPMs），用於心血管護理療程（包括急性心肌梗塞（AMI））、心臟繞道手術（CABG）、和髖部骨折手術。新的支付模式於2017年7月1日生效。由於川普總統的原因，執行的規模有所縮減，有部分支付模式的生效日期也被推遲。

## 優點
捆綁式付款提倡者認為這種方式的優點有：
- 25％到30％的療程受到浪費，無助於提高護理品質。[47]捆綁式付款與按服務收費不同，可阻攔不必要的醫療衛生，鼓勵各服務提供者之間的協調，並提高品質。[5][48]
- 捆綁式付款與論人計酬支付不同，不會因提供者給予重症者護理，而受到財務上的懲罰。[5]
- 在比較過按服務收費、按績效計算報酬（英语：Pay for performance (healthcare)）、捆綁式支付、以及論人計酬支付（通用支付）的優缺點，由Robert E Mechanic和Stuart H Altman兩位撰寫報告中的結論是"捆綁式支付是最直接可行的方法。"[49]
- 美國智庫蘭德公司的研究人員估計，如果廣泛使用針對特定條件和程序的捆綁式支付的PROMETHEUS模式，"2010年至2019年間，全國醫療衛生支出可減少5.4％"。[50]這個數字比其他七個有關減少國家衛生支出的建議方法中所提到的都高。[50]此外，蘭德公司發現，捆綁式付款可以降低消費者的財務風險，並可減少浪費。[51]
- 透過消除護理中的低效率和重複性-例如重複測試、不必要的醫療照顧、不足的術後護理，捆綁式支付為醫療機構和患者提供更多的好處。[48]
- 透過固定價格，以及發布成本和結果數據，這種付款方式對消費者而言有透明度。患者能夠根據事實作比較，而不是靠口耳相傳來做選擇。[48]
- 捆綁式支付還可促進規模經濟的產生，特別是如果提供者同意使用一種產品或同種醫療供應時，大家一起批量購買，通常可談出更好的價格。[52]

## 注意事項
在醫療機構選擇參與捆綁式支付前，他們需要用心研究適合此類報銷的護理案例。傳統上，醫師的品質監控和改善是由醫院的護理部門所管理。往捆綁式支付移轉，責任會轉回到醫生身上，因此在急診治療的執行以及重新調整戰略性的護理優先順序上思考，就很重要，這樣才能讓轉型成功。一旦他們選出並把需要的護理方式定義後，他們應該：
- 找出所有的相關成本
- 列出疾病發作護理所需的各項服務
- 估算護理費用如何得到補償
- 確定有多少部門會參與補償的分配[53]
- 讓醫生參與護理協調
- 創建護理執行模型，以減少浪費、減少冗餘、並改善提供者之間的溝通[8]
- 找出在家庭護理選項做投資的優點[9]

根據2018年2月刊載在月刊雜誌衛生事務上的一篇文章，《政府作為創新催化劑：早期由聯邦醫療保險和聯邦醫療補助創新中心（CMMI）而來的經驗》，“[BPCI（捆綁式支付）]倡議還把實施此方法的商業和營運障礙凸顯出來。其中包括管理現金流量、為預期（而不是追溯）支付的程序制定預算、以及要對捆綁付款模式中提供者的加入做確實的追踪。召集組織（例如將多個提供者匯集以促成實施，有時召集組織必須承擔一些財務上的風險）可讓捆綁業務規模更快擴展，但由於引入付款人、召集人、和提供者的三方，會增加額外的複雜性。”
在案例研究方面：兩個大型學術中心在充血性心臟衰竭治療的提供和付款改革，發表在2014年7月的季刊雜誌《醫療衛生：執行與創新（Healthcare: The Journal of Delivery Science and Innovation）》上，作者指出：“召集組織在下述方面有關鍵作用：提供技術的援助和施行的支援。臨床醫療領導者和衛生系統兩者不見得會擁有一套完整的付款改革工具。因此，由CMMI簽約而來的召集人在促進支付改革方面可發揮有效的功能。”

## 設計選項
實施捆綁式付款，可採用多種的形式。幾個關鍵的設計包括：
- 預期付款與追溯付款：預期捆綁支付預先把固定價格支付給服務提供者，相對會獲得約定的服務。追溯捆綁一開始是用傳統的按服務收費方式付款給提供者；在護理結束後，如果收款的提供者實際發生的費用少於約定的的捆綁價格，可參與節約部分的分配，如果實際費用超過約定的捆綁價格，就超過的部分也要分攤成本。追溯付款有時被稱為"虛擬捆綁"。[56]
- 對訂價作風險調整：為反映患者病情的嚴重程度，捆綁式付款通常會使用風險調整因素來修改捆綁的價格。變化程度取決於使用哪些因素來做（例如根據患者過去一年的診斷結果、或是根據過去的三年的診斷結果、患者的用藥記錄）以及每種因素影響價格的程度。[57]
- 風險分擔的程度：捆綁式付款可架構有“上行空間”（如果成本低於捆綁價格，則參與節約的分配），“下行空間”（如果成本高於捆綁價格，則需參與多出成本的分攤），或者上行及下行兩種均有。提供者可吃下所有的節省和/或超額成本（擔負100％的風險），或者他們可以承擔一部分風險，而由付款人承擔其餘的。
- 除外部分，尾端風險和停損規則：捆綁式支付模型可建立保護措施，把提供者在極端情況下碰到的財務風險予以限缩。這些保障措施的形式有多種，包括排除某些類型的病例（例如有嚴重合併症的患者）的規則，排除超出成本門檻病例的費用（例如費用超過平均水準3個標準差的異常病例）的規則，停損規則則把提供者願意承擔的最高風險訂下，超過部分由付款人承擔。

## 缺點
捆綁式付款方式的缺點有：
- 支持這種方式的科學證據被描述為"尚有不足"。[3]例如，蘭德公司研究的結論是這種方式對健康結果的影響是"尚不確定"。[51]
- 它無法禁絕不必要的醫療衛生； [5]例如，醫生可能會讓無需住院的患者住院。。[32]
- 提供者為求利潤最大化，可利用避免產生報銷金額不足的患者（例如，未按規定服用藥物的患者）、誇大疾病嚴重程度、給予低下的服務水準、在申請報銷截止日前不診斷併發症、或者將院後護理推遲到報銷截止日之後才實施。[4][32]
- 醫院在患者住院期間，限制他們看專科醫生，以擴大醫院的利潤。[35]
- 由於提供者可能會將部分護理工作外包給其他提供者，因此會在確定付款的分配上發生困難。[4]
- 例如，在確定公平的補償標準時，會發生行政和運營的成本。[4][51]樣本小和數據不完整，都可能會導致難以算出適當的費率。[58]如果費率設置過高，提供者可能會提供不必要的服務；但設置過低時，則提供者可能會遇到財務困難，或者提供的護理不足。[5]
- 某些類型的疾病可能無法清楚的歸類為"疾病發作"。[3]
- 一個患者可能有多個相互重疊的捆綁。[59]
- 注重研究、教學、和新技術的學術衛生中心可能無法從這種付款方式受益。[59]
- 提供者冒著巨大損失的風險，例如，如果患者在治療過程產生災難性的高額費用。[60]有一個周全的"再保險機制"來說服提供者接受捆綁式付款，或許有所必要。[60]
- 達特茅斯學院所屬的蓋塞爾醫學院（英语：Geisel School of Medicine）的一項研究顯示，美國各地的醫療衛生領域存在極大差異，報告將這種不一致之處歸因於缺乏標準化的護理方案。[48]目前尚無全國統一認可的捆綁式付款方式，但預計業界將會繼續進行試驗，以進一步求得完善。[61]

## 外部連結
- Butcher L.  (PDF). Physician Executive. July–August 2009, 35 (4): 6–8, 10  [2010-03-16]. PMID 19711673. （原始内容 (PDF)存档于2016-01-30）.
- Plautz J. . NationalJournal.com. 21 July 2009  [2010-03-13]. （原始内容存档于December 1, 2009）.
- Weinstock M. . HHN (Hospitals & Health Networks) Magazine. December 2009  [2010-03-13]. （原始内容存档于2011-07-11）.
- Pham HH, Ginsburg PB, Lake TK, Maxfield MM.  (PDF). Washington, DC: National Institute for Health Care Reform. January 2010  [2010-03-16]. （原始内容 (PDF)存档于2010-08-19）.
- Moeller DJ, Evans J. . Manag Care. 2010, 19 (1): 42–5  [2020-09-11]. PMID 20131642. （原始内容存档于2013-04-03）.
- Jain M. . Washington Post. 9 March 2010  [2010-03-13]. （原始内容存档于2019-09-30）.
- Health Reform GPS. . Washington, DC: Robert Wood Johnson Foundation and the George Washington University. May 2010  [2010-05-24]. （原始内容存档于2010-05-14）.
- . Robert Wood Johnson Foundation. September 4, 2013  [2020-09-11]. （原始内容存档于2015-05-06）.
- http://p4presearch.umn.edu/additional-performance-based-programs/bundled-payments （页面存档备份，存于）